# 鳳来町立七郷一色小学校
鳳来町立七郷一色小学校（ほうらいちょうりつ ななさといっしきしょうがっこう）は、かつて愛知県南設楽郡鳳来町（現・新城市）にあった公立小学校。

## 概要
- 旧・八名郡七郷村の小学校であった。2002年、鳳来町立東陽小学校に統合され廃校。
- 校舎は現存し、新城市鳳来地域間交流施設として使用されている[1]。

## 沿革
- 1872年（明治5年） - 一色村に第二大学区第九中学区第二十六番小学一色学校が開校。六所神社[注釈 2]を仮校舎とする。
- 1887年（明治20年） - 尋常小学一色学校に改称する。
- 1889年（明治22年）10月1日 - 一色村と巣山村が合併し、高岡村が発足。
- 1892年（明治25年） - 一色尋常小学校に改称する
- 1906年（明治39年） - 高岡村、名号村、名越村、能登瀬村、井代村、睦平村、細川村が合併し、七郷村が発足する。
- 1941年（昭和16年）4月1日 - 一色国民学校に改称する。
- 1947年（昭和22年）4月1日 - 七郷村立一色小学校に改称する。
- 1956年（昭和31年）4月1日 - 南設楽郡長篠村、鳳来寺村と八名郡大野町、七郷村が合併し、鳳来町が発足する。同時に鳳来町立七郷一色小学校にか改称する[注釈 3]。
- 1984年（昭和59年）4月 - 校舎を新築する。
- 2002年（平成14年）3月 - 鳳来町立東陽小学校に統合され廃校。